# Неуструев, Сергей Семёнович
Сергей Семёнович Неуструев (23 сентября 1874, Нижний Новгород, Российская империя — 25 мая 1928, Сызрань, СССР) — русский и советский географ-исследователь, почвовед и путешественник, ученик Н.Д. Зелинского.

## Биография
Родился 23 сентября 1874 года в семье Семёна Петровича Неуструева (1843—1914) — капитана пароходов по Волге, географа и издателя ряда книг и атласов. Отец Сергея Семёновича являлся автором «Словаря волжских судовых терминов» (1914). В 1883 −93 году Сергей Семёнович учился в Нижегородской гимназии, в старших классах занимал должность старосты и был в числе первых учеников и лидеров класса, увлекался естественными науками и литературой.
В 1893 году после окончания Нижегородской гимназии переехал в Москву и поступил на естественное отделение физико-математического факультета МГУ, который он окончил в 1898 году и получил диплом первой степени по специальности «органическая химия». Далее недолго работал по специальности в МГУ под руководством Н. Д. Зелинского. После переезда в Самару работал в земской управе биологом-почвоведом, изучал географию Николаевского, Бузулукского, Новоузенского и Самарского уездов.
В 1925 году награждён Русским географическим обществом золотой медалью имени Петра Петровича Семёнова-Тян-Шанского.

### Последние годы жизни
Весной 1928 года он был командирован на лето для проведения практики студентов в Бузулукском бору, а затем для руководства почвенными исследованиями в Казахской ССР и в Башкирской АССР. В поездке тяжело заболел, в Сызрани был снят с поезда и вскоре, 24 мая 1928 года, скоропостижно скончался в Сызранской больнице. Похоронен 28 мая 1928 года на Шуваловском кладбище Ленинграда (ныне — Санкт-Петербург).

## Семья
1-й брак: Мария Васильевна Неуструева (урождённая Прохорова, 1885—1961).
- Сын — Юрий (1907—1941)[5], геолог, работал в Ленинградском геологическом управлении, в июле 1941 года ушёл добровольцем на фронт, погиб в декабре 1941 года. Его жена — Ольга Николаевна Михайловская, дочь писателя Н. Гарина-Михайловского.
  - Эрдени Юрьевна Неуструева (1932—2005), издательский работник.
  - Ирина Юрьевна Неустроева (родилась в 1935), геолог, кандидат геолого-минералогических наук.

2-й брак: Ольга Эвертовна Кнорринг (1887—1978) — ботаник, специалист по систематике семейства Губоцветные.
С 1921 года его сын Юрий жил в семье отца и его второй супруги. 

## Вклад в науку
Основные научные работы посвящены почвоведению с географическими чертами. Открыл серозёмы — тип почв в пустынях.

### Основные работы
- Неуструев С. С. К вопросу о нормальных почвах и зональности комплекса сухих степей. Почвоведение. 1910. № 2.
- Неуструев С. С., Прасолов Л. И., Безсонов А. И. Естественные районы Самарской губернии. Опыт разделения территории на основании данных почвенно-геологического исследования. 1910.
- Неуструев С. С. О почвообразовательных процессах в сыпучих песках. Изв. Русск. геогр. общества. М., 1911. Т. 47. Вып.6: 71-104.
- Неуструев С. С. Известия Докучаевского почвенного комитета. Оренбург, 1916. Т. IV. 34: 97-121.
- Неуструев С. С. Классификация почвообразовательных процессов. Изд-во Высших геогр. курсов, 1916 . Ч. 2. 31 с.
- Неуструев С. С. Бузулукский уезд. Почвенно-географический очерк. Матер. для оценки земель Самарской губернии. Самара, 1916. Т.VI. 500 с.
- Неуструев С. С. Памяти Д. А. Драницына. Известия Докучаевского почвенного комитета.. 1916. Т. IV. 4: 98-122.
- Неуструев С. С. Естественные районы Оренбургской губернии. Географический очерк. Оренбург, 1918. 169 с.
- Неуструев С. С. Почвоведение в СССР за 10 лет. Бюллетени почвоведа. 1928. 3-7: 3-38.
- Неуструев С. С. Почвы и циклы эрозии. Матер. по географии и картографии СССР. М.- Л.: Изд-во АН СССР, 1949: 9-17[6].

## Память
В Музее землеведения МГУ (на 25 этаже Главного здания) установлен бюст С. С. Неуструева.
В честь С. С. Неуструева названа гора в Антарктиде (Земля Королевы Мод, 71°51′ ю. ш., 12°14′ в. д., гора открыта и нанесена на карту в 1961 году, название присвоено в 1966 году).
В честь С. С. Неуструева названа гора на острове Кунашир (название присвоено в 1946 году).